# Santuario di Rivotorto
Il santuario di Rivotorto sorge a Rivotorto, ai piedi del monte Subasio, poco lontano da Santa Maria degli Angeli. All'interno del santuario è stato ricostruito quello che viene chiamato il Tugurio, luogo dove Francesco D'Assisi e i suoi primi compagni si stabilirono per pregare, meditare, lavorare agli albori della Fraternità Francescana, e infatti tale momento è ricordato con un'incisione in pietra all'ingresso, HIC PRIMORDIA FRATRUM MINORUM (qui gli inizi dei frati minori). Il santuario protegge i resti ristrutturati di due piccole costruzioni in pietra, senza alcun ornamento, dentro le quali secondo la tradizione si rifugiavano Francesco e i compagni. Questo luogo, intorno al quale vi sono strade e parcheggi, era una volta circondato dalla campagna, una campagna molto meno disciplinata e coltivata di quello che rappresenta oggi la campagna assisiana. Si deve quindi pensare che Francesco e i suoi primi compagni vivessero, secondo lo spirito di umiltà e povertà di Francesco in un luogo più difficile da raggiungere e isolato di quanto non sia oggi il santuario di Rivotorto.
Insieme ad altri siti francescani di Assisi, è diventato patrimonio dell'umanità nel 2000.